# Fuentes (Cuenca)
Fuentes egy község Spanyolországban, Cuenca tartományban. Fuentes Cuenca, Cañada del Hoyo, Reíllo, Monteagudo de las Salinas és Arcas del Villar községekkel határos. Lakosainak száma 468 fő (2024).

## Népesség
A település népessége az utóbbi években az alábbiak szerint változott:
| Lakosok száma | 498  | 512  | 511  | 508  | 499  | 483  | 453  | 455  | 466  | 468  |
|               | 2001 | 2004 | 2006 | 2009 | 2011 | 2014 | 2016 | 2019 | 2021 | 2024 |